# Осада Журжи (1790)
Осада Журжи (нем. Belagerung von Giurgewo) — сражение австро-турецкой войны (1787—1791). Австрийские войска, осадившие в Валахии османскую крепость Журжа, в результате успешной вылазки турок, захвативших осадные орудия, были вынуждены снять осаду и отступить.
Целью австрийской армии в кампанию 1790 года был захват османских крепостей Орсово и Журжа. В первую очередь австрийцы подошли к Орсово и приступили к обложению крепости, которая, видя невозможность сопротивляться, сдалась 7 апреля.
Принц Кобург рассчитывал также легко овладеть Журжей и в конце мая подошёл к ней с силами в 15 тысяч и начал осадные работы. Турки, имея 4 тысячи, не препятствовали осадным работам. Австрийцами не было принято никаких мер по блокированию снабжения по Дунаю.
В начале июня австрийцы установили первую осадную батарею, из которой начали обстреливать крепость, но не смогли причинить ей вреда. К 8 июня в 80 шагах от контрэскарпа крепости была установлена брешь-батарея из четырёх 18-фунтовых пушек и семи мортир.
Турки решили воспользоваться беспечностью австрийцев и в полдень 10 июня, когда австрийцы стали обедать, произвели быструю вылазку силами 600 человек. В одно мгновение три батальона, занимавшие траншеи, были выбиты турками и бежали. Преследуя бегущих, османы ударили на другие два батальона, спешившие на помощь первым, и также разбили их. Австрийцы потеряли 800 человек убитыми и 200 ранеными, в том числе генералов Турна и Аусека.
Во время этой вылазки с правого берега Дуная, из Рущука, османами было выслано 700 человек. Получив подкрепление, турки двинулись с тыла на брешь-батарею. Два батальона, назначенные для прикрытия брешь-батареи и получившие приказ действовать лишь штыками, поэтому не имевшие патронов, были также разбиты и отступили. Осаманы захватили все орудия батареи и увезли их в крепость.
Принц Кобург, потеряв всю осадную батарею и 700 человек, вынужден был на другой день, 11 июня, снять осаду Журжи и отступить к Бухаресту. Спешка привела к сожжению склада артиллерийских боеприпасов и госпиталя.
С чисто военной точки зрения противостояние у стен крепости Журжа остается примером тактической внезапности, результаты которого превзошли самые оптимистические ожидания. Планы Австрии по господству над Валахией рухнули, и страна продолжала оставаться в сфере османского влияния до 1829 года.